# Bardzo spokojna wieś
Bardzo spokojna wieś – polski film obyczajowy z 1983 roku w reż. Janusza Kidawy. Zdjęcia plenerowe do filmu były realizowane w Opocznie.

## Fabuła
Bohaterem filmu jest Józef, młody rolnik. Mężczyzna nie potrafi zachować miary w swoich czynach. Jego żona, która pracuje na polu, nie ma z nim łatwo. Sama chciałaby porzucić taką pracę, wolałaby inaczej zarabiać pieniądze. Po pewnym czasie kobieta nawiązuje znajomość z mężczyzną z sąsiedniego miasteczka. Ten namawia ją do ucieczki z domu.

## Obsada
- Kazimierz Czapla – Józef
- Krystyna Puchała – Hanka
- Roch Sygitowicz – Bielasek
- Franciszka Dąbrowska – matka Józefa
- Helena Woźniak – matka Bielaska
- Aleksandra Kmita – ciotka Zosia
- Zdzisław Rychter – milicjant
- Janusz Kidawa – kierownik punktu skupu
- Jerzy Korsztyn –  Irek